# Ленинский сельсовет (Советский район)
Ле́нинский сельсовет — муниципальное образование со статусом сельского поселения в Советском районе Курской области Российской Федерации.
Административный центр — посёлок имени Ленина.

## История
Статус и границы сельсовета установлены Законом Курской области от 21 октября 2004 года № 48-ЗКО «О муниципальных образованиях Курской области».
Законом Курской области от 26 апреля 2010 года № 26-ЗКО в состав сельсовета включены населённые пункты упразднённых  Переволоченского и Расховецкого сельсоветов.

## Население
| 2002  | 2010  | 2012  | 2013  | 2014  | 2015  | 2016  |
| ----- | ----- | ----- | ----- | ----- | ----- | ----- |
| 816   | ↗1405 | ↘1335 | ↘1303 | ↘1277 | ↘1264 | ↘1234 |
| 2017  | 2018  | 2019  | 2020  | 2021  |       |       |
| ↘1184 | ↗1188 | ↘1180 | ↘1138 | ↗1158 |       |       |

## Населённые пункты
В сельсовет входят 10 населённых пунктов:
| №  | Населённый пункт | Тип              | Население |
| -- | ---------------- | ---------------- | --------- |
| 1  | Азовка           | деревня          | ↘3        |
| 2  | Горностаевка     | деревня          | ↘27       |
| 3  | имени Ленина     | посёлок          | ↘667      |
| 4  | Переволочное     | село             | ↘217      |
| 5  | Пожидаевка       | деревня          | ↘28       |
| 6  | Расховец         | посёлок разъезда | ↘14       |
| 7  | Расховец         | село             | ↘189      |
| 8  | Расховецкий      | посёлок          | ↘206      |
| 9  | Сиделевка        | деревня          | ↘42       |
| 10 | Юрасово          | деревня          | ↘12       |